# 하시모토 소이치
하시모토 소이치(일본어: 橋本 壮市, 1991년 8월 24일~)는 일본의 유도 선수로 2024년 하계 올림픽 라이트급 동메달을 획득했다.